# Иваник, Бэзил
Бэ́зил Уи́льям Ива́ник (англ. Basil William Iwanyk; род. 4 января 1970 год, Тинек, Нью-Джерси, США) — американский кинопродюсер украинского происхождения. Основатель кинокомпании Thunder Road Films. Наиболее известен по фильмам «Убийца», «Город воров», «Гренландия» и франшизе «Джон Уик». По состоянию на 2018 год его фильмы заработали на международном рынке более 2 миллиардов долларов.

## Фильмография

### Фильмы
Продюсер
- К-19 (2002)
- Добро пожаловать в Лосиную бухту (2004)
- Огненная стена (2006)
- Мы — одна команда (2006)
- Пропащие ребята: Племя (2008)
- Бруклинские полицейские (2009)
- Битва титанов (2010)
- Город воров (2010)
- Пропащие ребята 3: Жажда (2010)
- Гнев титанов (2012)
- Джон Уик (2014)
- Седьмой сын (2015)
- Убийца (2015)
- Боги Египта (2016)
- Джон Уик 2 (2017)
- Ветреная река (2017)
- Война токов (2017)
- 24 часа на жизнь (2017)
- Убийца 2: Против всех (2018)
- Отель Мумбаи: Противостояние (2018)
- Частная война (2018)
- Джон Уик 3 (2019)
- Три секунды (2019)
- Вечность между нами (2020)
- Удары (2020)
- Гренландия (2020)
- Поколение Вояджер (2021)
- Национальные чемпионы (2021)
- Наёмник (2022)
- Координаты «Цитадель» (2022)
- Люби снова (2023)
- Джон Уик 4 (2023)
- Беглец (2023)
- Немая ярость (2023)
- Карающая длань (2024)
- Манкимэн (2024)
- Дыши! (2024)
- Не для слабонервных (2024)
- Балерина (2025)
- Ветренная река. Новая глава (TBA)[3]
- Пыльный кролик (TBA)
- Джон Уик 5 (TBA)
- Эстафета (TBA)
- Гренландия: Миграция (TBA)
- Святые из Бундока 3 (TBA)

Исполнительный продюсер
- База «Клейтон» (2003)
- Если только (2004)
- Охотник за разумом (2004)
- Законы привлекательности (2004)
- Неудержимые (2010)
- Неудержимые 2 (2012)
- Неудержимые 3 (2014)
- Звезда родилась (2018)
- Робин Гуд: Начало (2018)
- 62,000:1 Три команды в Одном городе и в Один год (2019)

Другие работы
| Год  | Название                            | Роль                     | Прим.              |
| ---- | ----------------------------------- | ------------------------ | ------------------ |
| 1993 | Невидимка: Хроники Бенджамина Найта | Ассистент производства   |                    |
| 2003 | Шоу века                            | Менеджер по производству | В титрах не указан |

### Телевидение
Исполнительный продюсер
- Джонни Карсон: Король поздней ночи (2012)
- Посланники (2015)
- Беглец (2020)
- Континенталь (2023)